# 존 버컨
제1대 트위즈미어 남작 존 버컨 (John Buchan, 1st Baron Tweedsmuir, GCMG, GCVO, CH, 1875년 8월 26일~1940년 2월 11일)은 스코틀랜드의 작가, 역사학자이자 정치인이다.
스코틀랜드 자유교회 (1843–1900) 목사의 아들로 태어났다.
옥스퍼드 대학교를 졸업한 후 케이프 식민지 총독이자 남부 아프리카 고등판무관이었던 제1대 밀너 자작 앨프레드 밀너(Alfred Milner, 1st Viscount Milner)의 비서가 되었으며, 전시 중에는 특파원으로 일하기도 했다. 남아프리카에 있던 시절부터 틈틈이 소설을 썼고 1915년 대표작 《39계단》을 발표했다.
캐나다 연방 결성 이후 1935년부터 1940년까지 제15대 캐나다 총독을 지냈다.

## 서훈
- 1932년 컴패니언 오브 아너(Order of the Companions of Honour, CH)
- 1935년 세인트마이클앤드세인트조지 훈장 1등급(GCMG, 작위급 훈장)
- 1935년 남작위 서임
- 1939년 로열 빅토리아 훈장 1등급(GCVO, 작위급 훈장)

## 대표작
- 모험 소설 《39 계단》
- 자서전 《나그네의 길》(Pilgrim's Way: 미국판 제목)

## 같이 보기
- 영화 《39 계단》

| 전임 창설 | 영국의 트위즈미어 남작 1935년 - 1940년 | 후임 존 버컨 |